# Anaksibia (córka Atreusa)
Anaksibia (także Anaksibie, gr. Ἀναξίβια Anaxíbia, łac. Anaxibia) – w mitologii greckiej córka Aerope i Atreusa, siostra Agamemnona i Menelaosa. Poślubiła króla Fokidy Strofiosa i miała z nim syna Pyladesa oraz córkę Astydameję.
Po zabójstwie Agamemnona wychowywała jego syna Orestesa.